# Grecia ai Giochi della XXII Olimpiade
La Grecia partecipò ai Giochi della XXII Olimpiade, svoltisi a Mosca, Unione Sovietica, dal 19 luglio al 3 agosto 1980, con una delegazione di 41 atleti impegnati in otto discipline.

## Medaglie
| Medaglia | Nome             | Sport              | Evento |
| -------- | ---------------- | ------------------ | ------ |
| Oro      | Stelios Mygiakis | Lotta greco-romana | -      |

## Risultati

### Pallanuoto
| Atleta | Classifica |                   |
| --- | --- | ----------------- |
| V · D · M Nazionale maschile greca di pallanuoto · Giochi olimpici - Mosca 1980 Vossos • Karalogos • Stathakis • Capralos • Giannopoulos • Kefalogiannis • Garyfallos • Gounas • Aronis • Sitarenios • Giannourīs · CT : | 10° |                   |
| Nazionale maschile greca di pallanuoto · Giochi olimpici - Mosca 1980 | |                   |
| Vossos • Karalogos • Stathakis • Capralos • Giannopoulos • Kefalogiannis • Garyfallos • Gounas • Aronis • Sitarenios • Giannourīs · CT:                                                                                  | Vossos • Karalogos • Stathakis • Capralos • Giannopoulos • Kefalogiannis • Garyfallos • Gounas • Aronis • Sitarenios • Giannourīs · CT: | Grecia (bandiera) |